# Confederación Nacional de Cooperativas de Bolivia
La Confederación Nacional de Cooperativas de Bolivia (CONCOBOL) es una Institución superior del movimiento cooperativo boliviano, cuya organización y funcionamiento obedece a la necesidad de unificar y sistematizar la representatividad de las diferentes clases de sociedades cooperativas, determinadas y organizadas conforme a la Ley General de Sociedades Cooperativas en vigencia del país.
Son tres Federaciones Nacionales las que fundaron la Confederación:
• La Federación de Cooperativas Telefónicas de Bolivia (FECOTEL), integrada por cooperativas de servicio telefónico distribuidas a lo largo y ancho del país, constituyéndose en los pioneros de la telefonía nacional.
• La Federación Nacional de Cooperativas de Ahorro y Crédito (FENACRE), que agrupa a las cooperativas de este ámbito.
• Y la Federación Nacional de Cooperativas Agropecuarias de Bolivia (FENACOAB), conformada por las Federaciones Departamentales y Centrales Locales de Cooperativas.

CONCOBOL propone lineamientos de integración al interior del sistema así como al exterior, en relación a las diferentes organizaciones o instituciones públicas y privadas, nacionales e internacionales relacionadas directa o indirectamente con el sistema cooperativo.
Promueve la integración y el desarrollo del movimiento cooperativo boliviano a nivel nacional como internacional. Defiende los intereses de sus organizaciones miembros y cooperativas en general. Mantiene relaciones cooperativas con las organizaciones internacionales. Administra recursos financieros, préstamos nacionales e internacionales y donaciones en beneficio de sus afiliados. Y celebra también convenios, acuerdos y contratos con organizaciones y organismos de Gobierno, a nivel nacional e internacional. 
El 23 de julio, en la primera reunión de los Consejos de Administración de las Federaciones, se programa la realización de la Asamblea entre el 29 y 31 de julio de 1993. Dicha Asamblea aprobó el Estatuto Orgánico de la Confederación y eligió al primer Directorio. Finalmente, el Consejo Nacional de Cooperativas (CONALCO), por resolución Nro. 04572 del 5 de agosto de 1993, le otorga personería jurídica y aprueba su estatuto.
- Datos: Q25407014